# Kazimierz

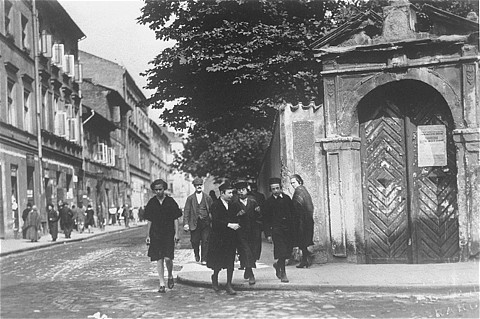
Nens travessant el carrer a Kazimierz a principis del 1939

Kazimierz (en llatí: Casimiria, en llengua ídix Kuzmir) és un barri històric de Cracòvia, Polònia, important per haver estat el centre de la comunitat hebrea de la ciutat des del segle XIV fins al final de la Segona Guerra Mundial.

## Història

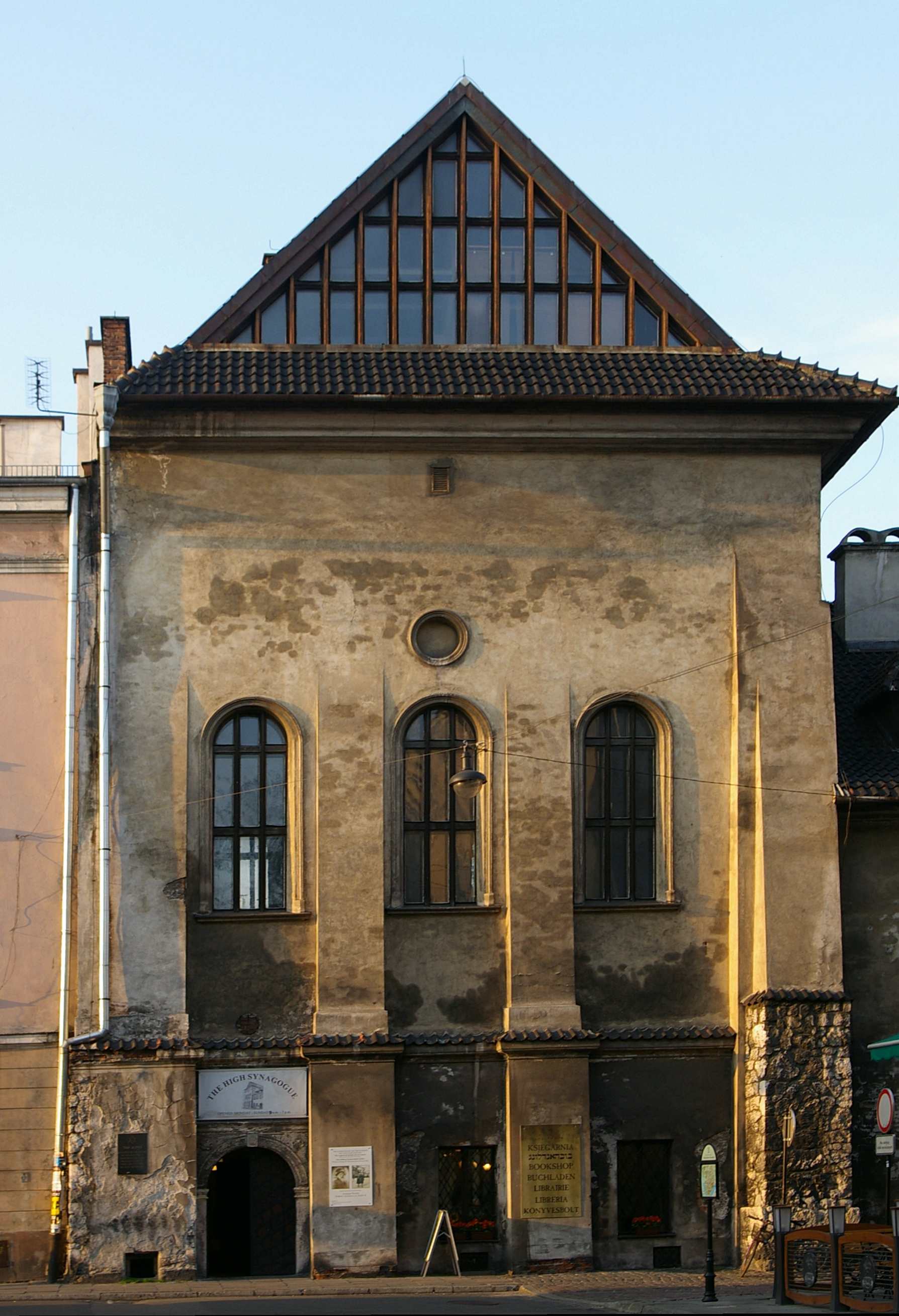
Sinagoga Alta

Kazimierz va ser fundada com a ciutat separada per Casimir III de Polònia el 1335. Va ser construïda sobre una illa sobre el riu Vístula al sud de Cracòvia, quan encara era capital de Polònia. Avui ja no existeix la branca al nord del riu, i no hi ha cap separació física entre Kazimierz i la Ciutat Vella de Cracòvia. Kazimierz va ser principalment una ciutat mercantil competitiva amb la veïna capital.

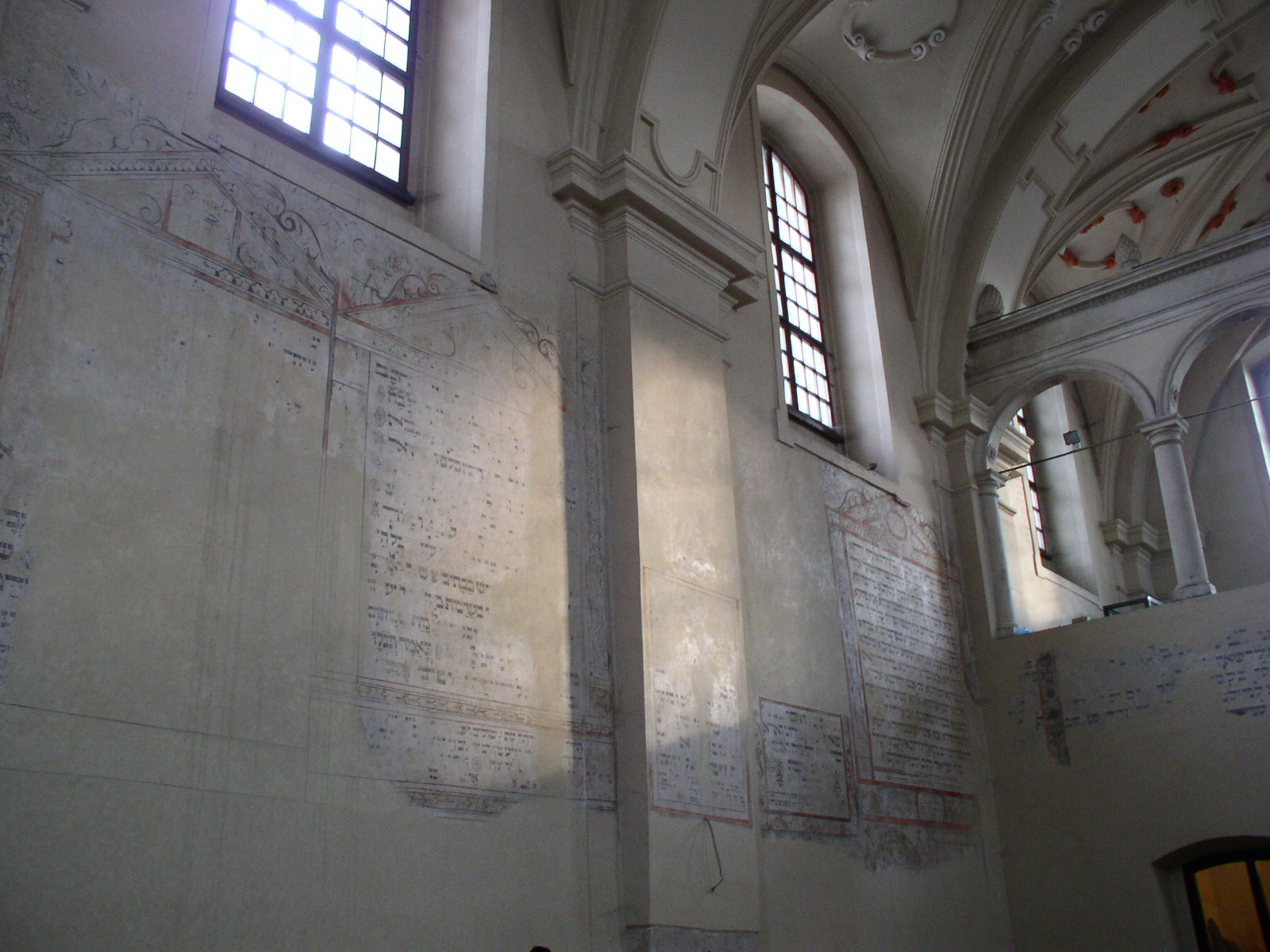
Interior de la sinagoga d'Isaac

El 1495 els jueus que vivien en la part occidental de Cracòvia van ser expulsats i obligats a traslladar-se a Kazimierz. De llavors ençà, Kazimierz va ser dividida en dos parts: una cristiana a l'oest i una jueva a l'est. Al final, la ciutat es converteix en el principal centre espiritual i cultural dels jueus polonesos. Durant segles va ser un lloc ple d'esglésies i sinagogues on els polonesos i els jueus vivien pacíficament els uns al costat dels altres.
El 1800 van créixer els confins administratius de Cracòvia i Kazimierz va convertir-se en un dels barris de la ciutat. Durant la Segona Guerra Mundial, els jueus van ser traslladats pels nazis des de Kazimierz a un gueto a Podgórze, amb prou feines més enllà del riu. La part més gran va morir durant la liquidació del gueto o en els camps d'extermini.
Les primeres escenes de la pel·lícula en ídix, Yidl mitn fidl, estan situades a Kazimierz i ofereixen imatges del barri jueu abans de la guerra.
Després de la guerra, Kazimierz es converteix en una zona de mala reputació, però canvia ràpidament els decennis següents, quan van ser restaurats molts dels monuments del barri i els cafès i els restaurants, molts dels quals de temes jueus, van començar a atreure els turistes. Kazimierz des del 1988 acull també el Festival de la cultura jueva. En aquest barri ha estat rodada La llista de Schindler de Steven Spielberg el 1993.

## Monuments

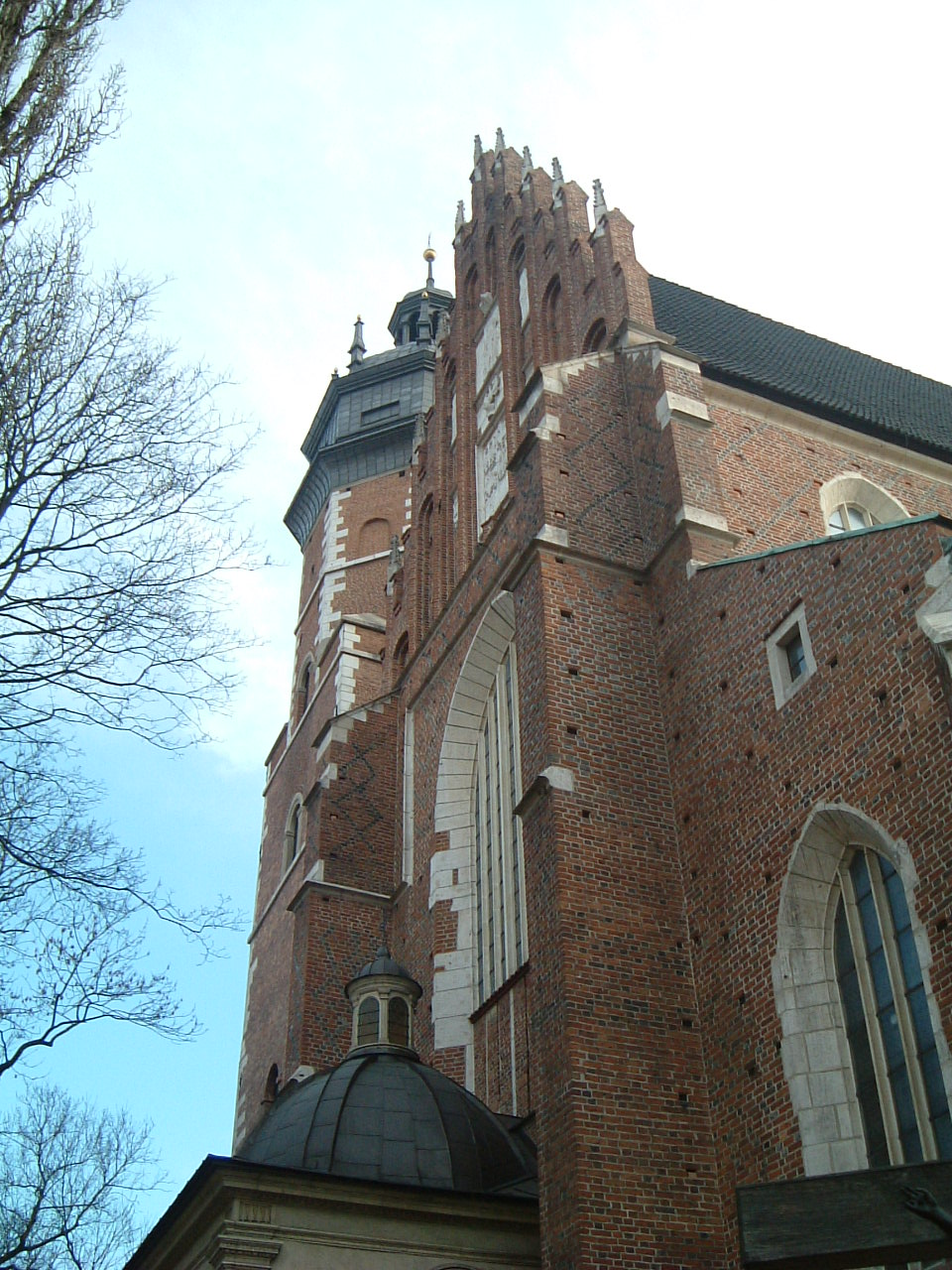
Església del Corpus Christi

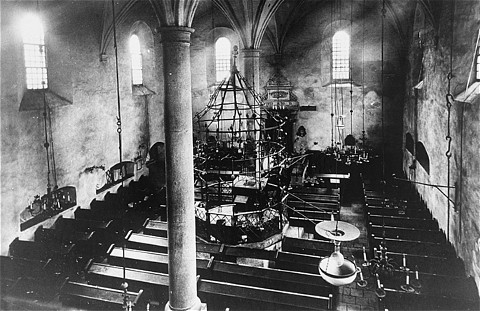
Interior de la Vella Sinagoga de Kazimierz a principis del 1939.

### Part cristiana
1. Plaça del Mercat (Plac Wolnica) amb l'ajuntament, que ara acull un museu etnogràfic
2. Església gòtica de Santa Caterina
3. Església del Corpus Christi
4. Església de Sant Miquel Arcàngel i Sant Estanislau (Skałka), lloc del martiri de Sant Estanislau
5. Museu d'enginyeria municipal

### Part jueva
1. Sinagoga de Kazimierz,[4][5] que ara acull un museu sobre la història jueva
2. Sinagoga Remuh, l'única encara activa i el veí cementiri Remuh
3. Sinagoga Alta
4. Sinagoga d'Isaac
5. Sinagoga Kupa
6. Sinagoga Tempel